# Sathya in Love
Sathya in Love è un film del 2008, diretto da Raghav Loki.

## Colonna sonora
1. Kumar Sanu – Satya Is In Love (Sereyadanu) – 4:52
2. Gurukiran – Nodavalu Lovely – 4:48
3. Shankar Mahadevan – Banda Kole Basava – 4:25
4. Karthik – Taane Tantaane – 5:30
5. K. S. Chithra – Rama Srirama – 5:16
6. Rajesh Krishnan, Sicily – Romanchana – 4:48
7. Udit Narayan – Golla Golla – 4:40
8. K. S. Chithra – Rama Srirama (Telugu) – 5:17
9. Theme Bit (instrumental) – 2:14